# Christian Wolff (philosophe)
Pour les articles homonymes, voir Wolff et Christian Wolff.
Christian (von) Wolff ou Wolf, né à Breslau le 28 septembre 1679, mort à Halle-sur-Saale le 9 avril 1754, est un philosophe, juriste et mathématicien. Il se situe historiquement entre Gottfried Wilhelm Leibniz et Emmanuel Kant.

## Biographie
Il était fils d'un brasseur et était destiné de bonne heure à la théologie. Il se fit remarquer par sa précocité, s'adonna avec ardeur à l'étude des sciences pendant ses études primaires et secondaires au lycée Sainte-Marie-Madeleine de Breslau. Il fit ses études aux universités d'Iéna et de Leipzig. C'est à Leipzig qu'il connut la philosophie de Descartes et entra en relation avec Leibniz qui lui fit obtenir, en 1706, la chaire de mathématiques et de physique de l'Université de Halle en Prusse. Il étendit bientôt son enseignement à la philosophie et obtint auprès de ses auditeurs un succès retentissant. La raison d'être de ce succès était un rationalisme très clair qui prétendait démontrer déductivement jusqu'aux vérités de la foi. Cette prétention alarma les collègues piétistes de Wolff, Franke et Lange, qui obtinrent contre lui, en 1723, un rescrit du roi-sergent enjoignant au philosophe accusé d'athéisme de quitter la Prusse dans les quarante-huit heures sous peine du gibet.
Mais Wolff trouva un asile auprès du landgrave Charles de Hesse-Cassel, qui le nomma professeur de philosophie à Marbourg et conseiller aulique. Au bout de quelque temps, le gouvernement prussien, honteux de sa rigueur, l'autorisa à rentrer dans le royaume, mais il n'y retourna qu'à l'avènement de Frédéric II, qui lui rendit la chaire de Halle en 1740, et le nomma vice-chancelier de l'Université.

## Système philosophique

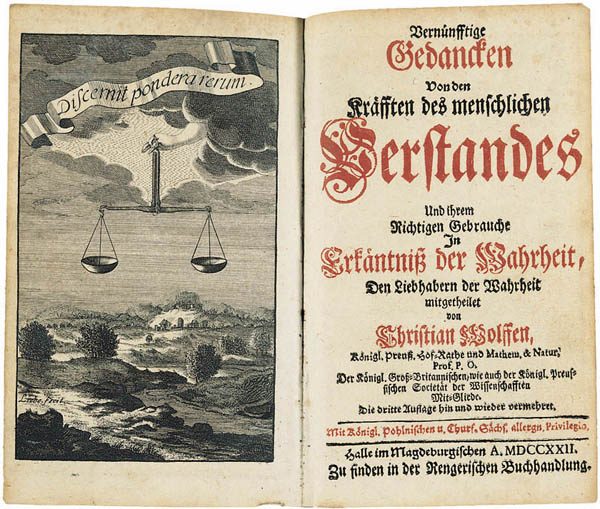
Logique allemande (1712/13)

Wolff n'eut d'autre but que celui de coordonner les matériaux de la science, épars de tous côtés : il composa à cet effet un grand corps de philosophie, en 24 vol. in-4, rédigé en latin, et qui comprend la logique, l'ontologie, la cosmologie générale, la psychologie empirique et rationnelle, la théologie naturelle, la philosophie pratique universelle, le droit naturel, l'éthique, la politique, l'économique, le droit des peuples, les mathématiques et les sciences physiques. Il a en outre traité presque tous les mêmes sujets dans sa langue nationale. On le voit, l'œuvre de Wolff constitue un système de doctrine à peu près complet, si l'on excepte l'esthétique qui fut traitée par son principal disciple, Baumgarten.
Ce système est directement issu de celui de Leibniz que Wolff a eu le mérite d'exposer sous une forme très cohérente et avec une clarté parfaite qui le rendit populaire dans les écoles. L'idée qui domine ce système est qu'il est possible de fonder la connaissance sur la pure déduction et que, par suite, le principe d'identité est le seul qui domine toute connaissance. Notamment le principe leibnizien de la raison suffisante se ramène au principe d'identité, car il serait contradictoire que quelque chose soit sorti de rien ou de quelque chose qui ne suffit pas à le produire. Sont donc absolument vrais les seuls jugements analytiques, et l'expérience ne peut avoir d'autre rôle que de corroborer la déduction. Les principales thèses leibniziennes : monadologie, optimisme, distinction de la perception et de l'appétition, morale de la perfection, sont reprises et étayées sur une argumentation minutieuse qui poursuit la vérité dans ses plus infimes conséquences.

## La philosophie symbolique de Wolff
Jean École note cependant que Wolff est le premier à avoir donné une forme achevée à la question du rôle du symbolisme dans les rapports du corps et de l'esprit. Avant lui, cette question ne faisait guère qu'affleurer, au gré des problèmes théoriques que rencontrait le dualisme. Les mots et les signes nous permettent de parler de choses que nous ne nous représentons pas directement, par exemple parce qu'elles échappent à l'intuition. À certaines conditions, il est possible d'enfermer dans un langage abstrait une connaissance valable de ces incorporels. Certes, cette connaissance est aveugle, obscure, en ce sens qu'elle ne s'appuie sur aucune donnée des sens, aucune connaissance intuitive, mais elle peut être distincte, intégrer des notions simples sans les confondre entre elles. Il n'y a donc pas forcément de lien direct entre le contenu sémantique d'un énoncé et ce que nous nous représentons. L'on peut alors désigner par un signe connu l'idée abstraite qui échappe en tant que telle à notre expérience.
Cependant, si l'âme est bien une représentation du corps, une perspective singulière sur l'Univers, comment pourrait-elle posséder des idées abstraites qui ne soient pas une image de ce qui arrive au corps? La réponse est la suivante : les idées abstraites en l'homme supposent toujours une idée du signe qui la désigne. Le signe a bien un support dans le corps, mais pas l'abstraction qu'il désigne. Par exemple, quand nous entendons le mot "Dieu", nous avons dans l'âme une idée de ce signe (une image acoustique). Seul ce signe existe dans le corps, dans le cerveau.
Même si l'on peut reprocher à Wolff une prolixité fatigante et un appareil pédantesque, résultant de la folle prétention d'appliquer à toutes les sciences la méthode géométrique, ses ouvrages, grâce à leur clarté et à leur unité systématique, devinrent l'encyclopédie philosophique de toutes les universités allemandes. Il y eut ainsi, durant plus d'un demi-siècle, une école wolffienne, alors qu'il n'y eut pas d'école leibnizienne proprement dite. Le rationalisme wolffien inspira toutes les sciences particulières, depuis la médecine jusqu’à l'esthétique. Kant, dont la critique visait à détruire le dogmatisme de Wolff, parle de lui en ces termes: "tel celui qui loge dans l'ordre des choses arrangé par Wolff avec peu de matériaux pris de l'expérience mais une majorité de notion subreptices "Träume eines Geistersehers. Wolff fut en effet un des plus grands philosophes de l'Aufklärung (mouvement culturel équivalent des philosophes des Lumières allemands). Les principaux disciples de Wolff, en philosophie, furent Bilfinger, Gottsched, F. Ch. Baumeister, et surtout A. G. Baumgarten, Ploucquet et J. H. Lambert. (Présentation basée sur un texte de Théodore Ruyssen). Dans la Critique de la raison pure, Kant affirme aussi que « le célèbre Wolff (...) est le plus grand parmi tous les philosophes dogmatiques ». Hegel l'a comparé à 
Melanchthon : « Wolff a été l'instituteur de l'Allemagne » (præceptor Germaniæ).

## Publications